# Moviment de Defensa de la Terra
El Moviment de Defensa de la Terra (MDT) fou el front unitari de les organitzacions polítiques de l'independentisme d'esquerra marxista dels Països Catalans, sorgit de la confluència entre el Partit Socialista d'Alliberament Nacional (PSAN) i Independentistes dels Països Catalans (abans anomenats PSAN-Provisional), i posteriorment escindit en dos, l'MDT-PSAN (posteriorment Catalunya Lliure) i l'MDT-IPC.
Al llarg de la seva història organitzativa, l'MDT va ajudar a difondre i socialitzar la consciència independentista per mitjà de la mobilització i la participació al carrer amb accions com ara pintades, la catalanització de rètols o despenjar banderes espanyoles.

## Antecedents
El 1982 i el 1983 es van celebrar les V i VI Trobades Independentistes a Sant Pere de Ribes i a Artés respectivament, en les quals van participar membres organitzats en el camp de l'ecologisme, de la lluita antirepressiva, de defensa de la llengua, de col·lectius comarcals i altres. Es va fer balanç del moviment independentista i de la situació de la llengua catalana. Tant els Grups de Defensa de la Llengua com els Comitès de Solidaritat amb els Patriotes Catalans (CSPC) van convocar un comitè de treball per a posar les bases per la creació del futur Moviment de Defensa de la Terra (MDT), que pretenia tornar a ajuntar els dos PSAN i que fos el pal de paller del moviment independentista. L'11 de setembre de 1982 aplegaren 8.000 manifestants al Fossar de les Moreres.
En l'Aplec del Puig de 1983 es presentaren les bases del futur MDT. Un any més tard, al gener de 1984, durant la segona assemblea de l'organització armada Terra Lliure, es va decidir definitivament crear un moviment polític unitari de l'Esquerra Independentista segons la seua proposta de principis: «compromès amb la lluita contra l'opressió i l'explotació capitalista, que lluita per defensar el país de les agressions constants que rep a nivell ecològic, urbanístic, social, cultural i lingüístic».

## Fundació
L'11 de març de 1984 es va convocar l'assemblea de Reus per a constituir el Moviment de Defensa de la Terra. El PSAN de Josep Guia i les joventuts del Front Nacional de Catalunya hi van participar, però Independentistes dels Països Catalans (IPC), molt afeblit, abandonà el projecte perquè considerà que no naixia com un organisme unitari, i amb poc esperit de debat. IPC va acusar el PSAN d'intentar burocratitzar la construcció de l'MDT en lloc de construir un moviment on totes les classes de lluita hi fossin acceptades, i els seus representants abandonaren la sala, mentre el PSAN va acusar IPC de discrepar dels punts programàtics aprovats per l'MDT i de no aconseguir la dissolució d'aquest.
Finalment, l'estiu del 1984 nasqué el Moviment de Defensa de la Terra a la VII Trobada Independentista celebrada a Alforja. Aquell Onze de Setembre ja fou convocat per l'MDT, el qual va comptar amb un comunicat d'adhesió de Terra Lliure i un minut de silenci per la mort de Toni Villaescusa.
Un any més tard, el 1985, l'MDT es convertí en la casa comuna de tot l'independentisme a l'incorporar-se IPC. Es proposà ser el pal de paller de l'independentisme combatiu i organitzar l'anomenat Moviment d'Alliberament Nacional Català, que aplegaria PSAN, IPC, CSPC i Terra Lliure. També es presentar la proposta de principis per al MDT:
- Cal lluitar per defensar el país de les agressions ecològiques, urbanes, socials, culturals i lingüístiques
- L'àmbit del Moviment és el de la nació catalana, i promourà una base organitzativa comarcal
- Proposa fomentar la conscienciació i mobilització del poble treballador dels Països Catalans, mitjançant l'agitació i la propaganda
- Considera França i Espanya agents de la destrucció del país i denuncia els partits sucursalistes
- Lluita contra la repressió i assumeix la lluita dels CSPC
- Lluita contra l'opressió i explotació capitalista. Proclama la seva solidaritat amb les lluites a les empreses i al camp.

El context històric, a més a més, ajudava, ja que el 1986 Esquerra Republicana de Catalunya (ERC), dirigida per Àngel Colom, antic militant de la Crida a la Solidaritat en Defensa de la Llengua, la Cultura i la Nació Catalanes, adoptava l'independentisme en el seu programa. Altres opcions independentistes com el Bloc d'Esquerra d'Alliberament Nacional (BEAN) i Nacionalistes d'Esquerra (NE) s'havien enfonsat després de patir uns resultats electorals baixos. També la Crida es declarà independentista el mateix 1986.
Convocaren actes de protesta per la detenció dels militants de Terra Lliure Jaume Fernàndez Calvet i Pere Bascompte, empresonat a Tolosa de Llenguadoc el 1985. Proposà l'abstenció en el referèndum per l'OTAN del 1986, malgrat la crítica de Terra Lliure, els CSPC i la Crida. A les Illes, als anys 1987 i 1988 l'MDT comença a organitzar les manifestacions del 31 de desembre i es va consolidant la reivindicació de la Diada de Mallorca.
A finals de 1986 el PSAN va proposar convertir l'MDT en un front patriòtic per aglutinar el vot de l'independentisme sociològic, mentre d'altra banda, IPC, juntament amb presos de Terra Lliure i col·lectius de barri presentava el document «Per una política independentista de combat (PIC)», que, a més de la independència proposava prefigurar un nou model de societat amb les propostes de les classes populars. Però per això calia que l'MDT s'enfortís i madurés políticament.

## Divisió
En la II Assemblea Nacional de l'MDT de desembre de 1986 va vèncer la postura del PSAN, però no es van discutir les esmenes. Endemés, l'MDT-PSAN va convocar a la ciutat de València la segona part de l'Assemblea, mentre que l'MDT-IPC la va fer a Barcelona. Així el 1987 les tensions entre els membres procedents d'IPC i els del PSAN varen esclatar. L'MDT es va fraccionar en dos grups: el Moviment de Defensa de la Terra-PSAN (MDT-PSAN) i el Moviment de Defensa de la Terra-IPC (MDT-IPC). La divisió va afectar bàsicament al Principat però no va tenir cap repercussió al País Valencià, ja que l'MDT es trobava arrecerat al voltant del PSAN. El primer va tornar a actuar després d'un intens debat intern sota el nom de Catalunya Lliure (CL) i el segon va mantenir el nom i va propiciar la formació de l'Assemblea d'Unitat Popular (AUP) amb gent de la Crida.
A les eleccions europees del 1987 l'MDT-IPC va donar suport explícitament a la candidatura d'Herri Batasuna, que va obtenir 53.000 vots a Catalunya. Tanmateix, l'atemptat de l'Hipercor del passeig de Fabra i Puig de Barcelona del 19 de juny del 1987, així com els enfrontaments fins i tot físics entre els membres de les dues fraccions de l'MDT al Fossar de les Moreres la Diada Nacional de Catalunya de 1988 afebliren el moviment i restaren suport independentista a Terra Lliure. En la IX Trobada Independentista a Garraf l'estiu de 1988 ambdós sectors intentaren aproximar postures, però fracassaren.

## Transformació en partit polític
Arran de la transformació del sector PSAN de l'MDT en l'organització Catalunya Lliure, a partir de 1989-1990 el sector IPC passà a ésser l'únic que conservava les sigles de l'MDT. Aquest sector partí del projecte d'unitat popular definit en la III Assemblea Nacional de l'MDT (desembre del 1988) per abandonar l'estructura de moviment i transformar-se en partit polític, el qual rebé el suport dels presos de Terra Lliure. El programa es basava en sis punts: 
- Defensa dels drets polítics del poble català
- Defensa dels drets de les classes populars
- Defensa de la terra
- Defensa de la llengua i la identitat nacionals
- Defensa dels presos independentistes, contra la repressió
- Solidaritat internacional: Europa de les nacions

El 1991 el Partit Comunista dels Valencians s'integrà a l'MDT. L'MDT celebrà noves assemblees nacionals (IV, 1990, i V, gener 1993) i s'implicà en l'impuls de l'Assemblea d'Unitat Popular (AUP), procés en el marc del qual l'MDT restà congelat com a organització.

## Reconstitució
En la VI Assemblea Nacional (Sabadell, juny 1998), l'MDT es reconstituir després de la dissolució de l'AUP, ara definint-se com a «partit polític revolucionari», i adoptà una nova «Declaració de principis». Posteriorment, va celebrar un seguit d'assemblees nacionals: VII, Salt, juny 2000; VIII, Sabadell, febrer 2005; IX, València, maig 2005; X, Badalona, gener 2008; i XI, Brunyola, febrer 2010. Entre els centres d'interès de l'MDT hi havia la maduració ideològica de l'independentisme revolucionari i la unitat orgànica de l'Esquerra Independentista, així com la impulsió de la unitat popular, un moviment més ampli en què l'independentisme d'esquerra hauria d'exercir la direcció política de les classes populars en el camí d'allò que l'MDT definia com a «ruptura democràtica per la independència» i la consegüent constitució d'una República dels Països Catalans.
Des del 1984 l'òrgan de comunicació de l'MDT va ser La Veu, que el gener de 2013 anava pel número 102. A finals de 2014 i després de la celebració d'una Assemblea Nacional Extraordinària el partit anuncià la seva dissolució, així com l'ingrés dels seus militants a la recent creada organització Poble Lliure, que avui manté la Candidatura d'Unitat Popular (CUP) com a referent electoral.